# Santi Innocenti
Santi Innocenti var ett kapell i Rom, helgat åt de heliga värnlösa barnen. Kapellet var beläget vid Ponte Sant'Angelos södra brofäste i Rione Ponte.

## Historia
I samband med jubelåret 1450, då tiotusentals pilgrimer vallfärdade till Rom, inträffade en allvarlig händelse vid Ponte Sant'Angelo, antikens Pons Aelius. Mitt bland pilgrimerna, som gick över bron, råkade en mulåsna i sken och panik utbröt. Broräckena gav vika och minst 172 personer omkom, antingen genom att de blev nedtrampade i trängseln eller att de drunknade i Tibern.
Till offrens minne lät påve Nicolaus V (1447–1455) uppföra två oktogonala kapell vid brons södra fäste: Santi Innocenti och Santa Maria Maddalena.
Under Roms skövling i maj år 1527 nyttjades de två kapellen som vaktkurer av Karl V:s landsknektar. Kapellen skadades under skövlingen och led ytterligare skada i samband med Tiberns översvämning i oktober 1530, varpå påve Clemens VII (1523–1534) lät riva dem.